# Liste der Naturdenkmale in Horhausen (Nassau)
Die Liste der Naturdenkmale in Horhausen nennt die im Gemeindegebiet von Horhausen ausgewiesenen Naturdenkmale (Stand 20. Mai 2024).

## Naturdenkmale
| Nr.         | Bezeichnung          | Lage                       | Beschreibung                                                      | Bild            |
| ----------- | -------------------- | -------------------------- | ----------------------------------------------------------------- | --------------- |
| ND-7141-456 | Linde am Dorfbrunnen | Mittelweg, bei Nr. 3a Lage | Tilia cordata, um 1400 gepflanzt, 29 m hoch bei 1,6 m Durchmesser | Fotos hochladen |